# 1988年夏季残疾人奥林匹克运动会墨西哥代表团
1988年夏季残疾人奥林匹克运动会墨西哥代表团是墨西哥派出的1988年夏季残疾人奥林匹克运动会代表团。获得8枚金牌、9枚银牌和7枚铜牌。